# ريتشارد ديكسون (لاعب كرة قدم)
ريتشارد ديكسون (بالإنجليزية: Richard Dixon) (23 فبراير 1990 في جامايكا - ) هو لاعب كرة قدم جامايكي في مركز الدفاع. لعب مع Charlotte Eagles ‏ ونادي سانت لويس وVSI Tampa Bay FC ‏ وPanama City Beach Pirates ‏ وMississippi Brilla FC ‏.

## وصلات خارجية
- ريتشارد ديكسون على موقع قاعدة بيانات كرة القدم.إي يو (الإنجليزية)
- ريتشارد ديكسون على موقع AS.com (الإسبانية)